# إلفيس غريغوري
إلفيس غريغوري هو مبارز بالسيف كوبي، ولد في 18 مايو 1971 في هافانا في كوبا.

## وصلات خارجية
- إلفيس غريغوري على موقع الاتحاد الدولي للمبارزة (الإنجليزية)
- إلفيس غريغوري على موقع أوليمبيديا (الإنجليزية)